# Dziwneono weewaa
Dziwneono weewaa är en insektsart som beskrevs av Irena Dworakowska 1972. Dziwneono weewaa ingår i släktet Dziwneono och familjen dvärgstritar. Inga underarter finns listade i Catalogue of Life.